# Colson Whitehead
Colson Whitehead (Nueva York, 6 de noviembre de 1969) es un escritor estadounidense que ha recibido dos veces el premio Pulitzer de Obras de Ficción, algo muy inusual: en 2017 por la novela El ferrocarril subterráneo, y en 2020 por la obra "The Nickle Boys".  La Universidad de Essex retiró El ferrocarril subterráneo del currículum por ser un libro "problemático en el desarrollo de los alumnos".

## Biografía
Colson Whitehead creció en Manhattan y se graduó en la Universidad de Harvard. Empezó a trabajar en Village Voice, haciendo reseñas sobre libros, música y televisión. Su primera novela The Intuitionist (1999) fue finalista del premio PEN/Hemingway y ganó el premio New Voices del The Quality Paperback Book Club. Su segundo libro, John Henry Days (2001), fue finalista del National Book Critics Circle Award, del Premio Los Angeles Times de Ficción y del Premio Pulitzer. También recibió el premio Young Lions Fiction y el premio Anisfield-Wolf Book. En 2003 publicó The Colossus of New York, un ensayo sobre esta ciudad. La siguiente novela, Apex Hides the Hurt (2006), fue finalista del PEN/Oakland Award. Sag Harbor (publicada em 2009) fue finalista del PEN/Faulkner y del Hurston/Wright Legacy Award. En 2011 publica el superventas Zone One y, en 2014, The Noble Hustle: Poker, Beef Jerky & Death. Colson Whitehad ha publicado artículos, reseñas y relatos de ficción en prestigiosas publicaciones como New York Times, The New Yorker, New York Magazine, Harper's y Granta.
En 2016 publicó The Underground Railroad, traducido al castellano con el título El ferrocarril subterráneo (Random House, 2017), que narra la fuga de una esclava de la plantación y que ha obtenido, entre otras, los prestigiosos premios National Book Award de 2016, el premio Pulitzer de Obras de Ficción de 2017 y el Indies Choice Book Award de 2017 al mejor libro de ficción para adultos del año. Con la novela «Los chicos de la Nickel», recibió su segundo Pulitzer. En ella recreaba un terrible y olvidado episodio de abusos y torturas en un reformatorio de Florida. Nadie antes había encadenado dos Pulitzer seguidos y es el sexto escritor de la historia —el segundo que es negro— en ganar el Pulitzer y el National Book Award por una misma novela.
La octava novela de Whitehead, Harlem Shuffle (traducida como El ritmo de Harlem) ya estaba pensada y comenzada antes de Los chicos de la Nickel, pero no la terminó hasta el confinamiento por el COVID-19, y fue publicada en Estados Unidos en 2021. La continuación de Harlem Shuffle, titulada Crook Manifesto, se publicó en 2023, y con ella ganó el Dashiell Hammett Prize de ese año.

## Obras

### Ficción
- La intuicionista (1999)
- John Henry Days (2001)
- Apex Hides the Hurt (2006)
- Sag Harbor (2009)
- Zona Uno (2011)
- El ferrocarril subterráneo (2017)
- Los chicos de la Nickel (Random House, 2020)
- El ritmo de Harlem (Random House, 2023)
- Crook Manifesto (2023)

### No ficción
- El coloso de Nueva York (2003)
- The Noble Hustle: Poker, Beef Jerky & Death (2014)